# Mess-Festival Hofheim
Das Hofheimer Mess-Festival (ursprünglich Meß-Festival) fand am 13. Juni 1971 in der römisch-katholischen Pfarrkirche St. Bonifatius in Hofheim am Taunus statt und war der Versuch eines Jugendgottesdienstes in neuer Gestalt mit Eucharistiefeier, Diskussion, Musik, Tanz und Abendmahl. Durch seine mediale Verbreitung spielte das Ereignis eine wichtige Rolle bei der Auseinandersetzung zwischen Traditionalisten und nachkonziliar orientierten Kräften innerhalb der römisch-katholischen Kirche in Deutschland.

## Vorgeschichte
Initiator der Jugendtreffens in Hofheim war der katholische Bezirksjugendpfarrer Herbert Leuninger. Zusammen mit der Bezirksleitung des Bundes der Deutschen Katholischen Jugend und dem Katholischen Jugendamt Main-Taunus bereitete er das Ereignis lange vor. In über 20 Gemeinden fanden Diskussionen über Sinn und Form der geplanten Veranstaltung statt. Durch die Ausrichtung eines christlichen Festivals mit Eucharistiefeier, Agape, geselligem Beisammensein mit Musik und Tanz sowie einer Podiumsdiskussion sollte die Kirche vor Ort in einer neuen, den Bedürfnissen der Jugendlichen entsprechenden Form gottesdienstlichen Feierns und kirchlichen Miteinanders erfahrbar werden.

## Festival

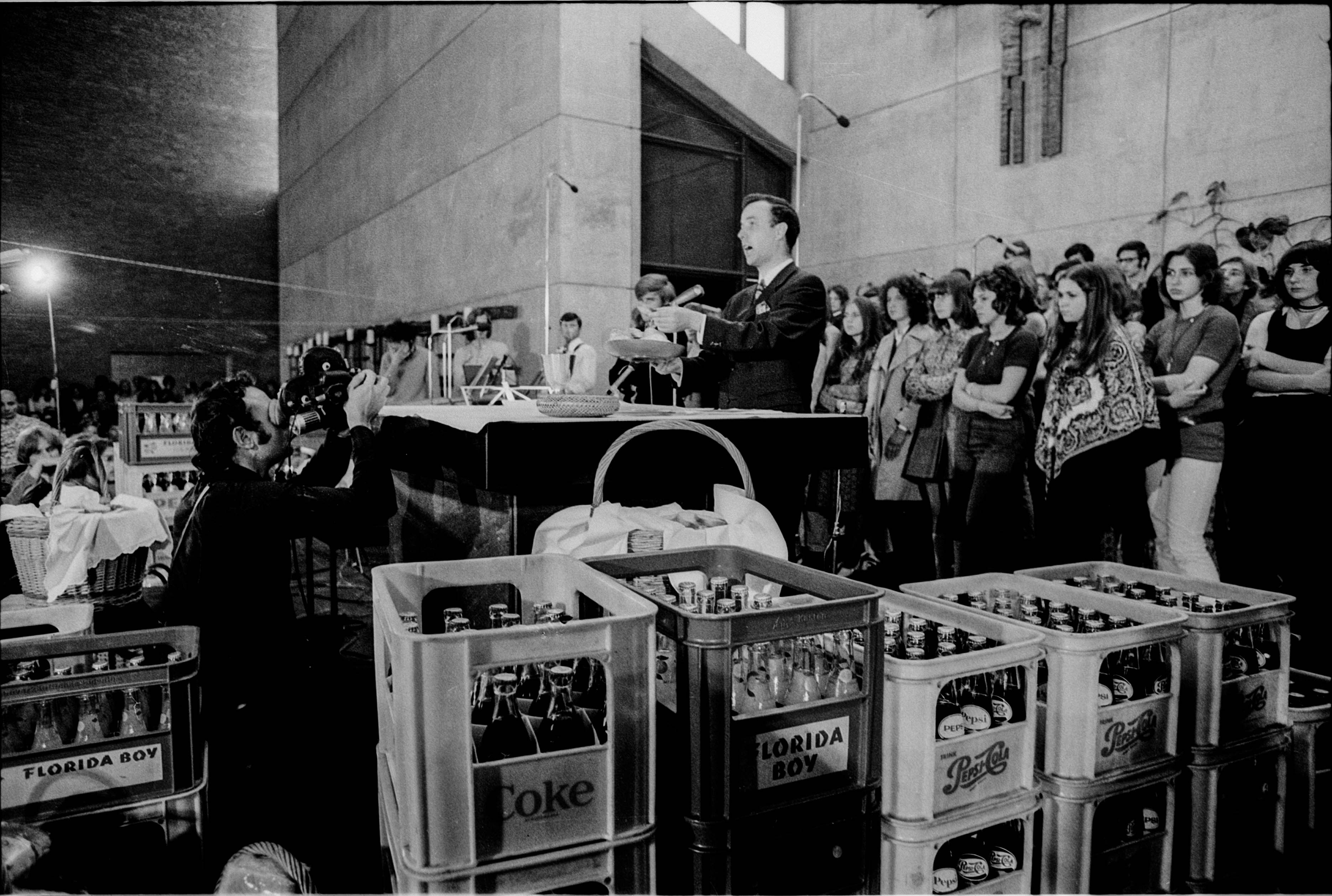
Kontroverser Jugendgottesdienst mit Pfarrer Herbert Leuninger am 13. Juni 1971 in Hofheim

Das Jugendtreffen war im Freien geplant, musste aber wegen schlechten Wetters ins Kircheninnere verlegt werden. Gemeindepfarrer Latzel trug vorher das Allerheiligste und das ewige Licht aus dem Kirchenraum in die benachbarte Sakramentskapelle. Das Festival dauerte von 14 bis 19 Uhr. Etwa 650 meist jüngere Leute nahmen teil. Es wurde ernsthaft diskutiert, dabei geraucht und getrunken. Der Gottesdienst lief im Vergleich zur herkömmlichen Liturgie in sehr aufgelockerter Form ab. Vor dem Altar standen Getränkekisten. Jeder bekam als Kommunion ein Stück Brot. Danach folgte ein Liebesmahl (Agape) mit Würstchen, Brot und Getränken. Musikgruppen spielten verteilt über den Kirchenraum. Es wurde auch getanzt. Im Blickfeld der Jugendlichen gab es praktisch keine Erwachsenen, auf deren Ehrfurchtsempfinden Rücksicht genommen werden musste. Diejenigen, die dort waren, gaben sich als interessierte Teilnehmer und Zuschauer. Bischof Wilhelm Kempf hatte Beobachter geschickt. Unter den Gästen waren auch Vertreter des konzilskritisch eingestellten Pastoral-theologischen Arbeitskreises und der „Bewegung für Papst und Kirche“.

## Reaktionen
Die Reaktionen auf das Festival waren heftig. Der Pfarrer der Nachbargemeinde in Hattersheim, Hans Milch, der das Festival beobachtet hatte, verfasste Flugblätter und schrieb zusammen mit vielen anderen empörte Briefe an den Limburger Bischof und an Apostolischen Nuntius Corrado Bafile in Bonn. Bischof Wilhelm Kempf sah sich veranlasst, am Folgesonntag nach Hofheim zu kommen und im Gottesdienst in St. Bonifatius Stellung zu nehmen. In seiner Predigt äußerte er Verständnis für Kritiker und Befürworter. Am 2. Juli 1971 fand in Hofheim ein Gespräch des Bischofs mit etwa 200 Jugendlichen statt.
Das Medienecho auf das Festival unterstrich dessen konfliktträchtigen Charakter. „Sie rauchten und küßten vor dem Altar“ titelte die Bild-Zeitung am 25. Juni. Das Hessische Fernsehen strahlte kurz nach dem Festival einen Beitrag aus. Pfarrer Leuninger bereitete mit dem Limburger Lahn-Verlag eine Dokumentation über das Mess-Festival vor, die mit Handzettel beworben wurde. Doch Bischof Kempf verweigerte die Abdruckrechte für die bischöflichen Stellungnahmen und brachte das Werk damit zu Fall. Er ließ den Verlag wissen, dass er dem Hofheimer Beispiel keine weitere Verbreitung wünsche.
Sein eher liberales Vorgehen in Sachen Mess-Festival und in anderen Fragen der praktischen Seelsorge nahm Nuntius Bafile im Herbst 1973 zum Anlass, dem Vatikan insgeheim die Amtsenthebung des Bischofs und Einsetzung eines Administrators zu empfehlen. Das allerdings machte den Botschafter Roms praktisch zur persona non grata in Deutschland.